# Herrenhaus Radach
Das Herrenhaus Radach liegt im polnischen Ort Radachów in der Gmina Ośno Lubuskie, einer Stadt-und-Land-Gemeinde im Powiat Słubicki der Woiwodschaft Lebus.

## Geschichte
Die urkundlich belegte Geschichte von Gut Radach beginnt mit der Belehnung von Petz von Lossow mit Radach im Jahre 1367. Später belegte Besitzer waren die von Grünberg, von Löben, von Burgsdorff, und von Ilow. 1688 wird es dem Oberst Christoph (von) Elerdt zugeschrieben. Nach 1712 gehörte Radach der unbekannteren Adelsfamilie von Breski.
Die 1901 geadelte Familie von Pappritz vereinte den Besitz Radach bereits frühzeitig um 1802 zu einem Gut. Vertreter wurden der Ritterschaftsrat Richard Pappritz-Radach und auch sein später nobilitierter Enkel Curt von Pappritz. Er war Ritterschaftsdirektor der Neumark und sehr wohlhabend. Ende des 19. Jahrhunderts bestand der Gutsbezirk Radach aus 17 Wohnhäusern. Die Begüterung Radach mit Vorwerk Siegehof und Nebengut in Klein Kirschbaum betrug 1929 etwa 1798 ha, davon waren 1219 ha Waldbesitz. Seine Witwe Ida von Pappritz, geborene Karney, bewohnte zuletzt das Herrenhaus Radach. Die Gutsgeschäfte führte bis zum Schluss 1945 die älteste Tochter Annemarie.
Von Mai bis Oktober 2023 war Rudolf Ditzen (Hans Fallada) als Gutsbeamter in Radach beschäftigt.

## Bauwerk
Das elfachsige Herrenhaus stammt von 1802 und hat einen Sockel und ein Hauptgeschoss. Im Jahr 1907 wurde der Bau stark verändert, wobei der dreiachsige Mittelrisalit durch einen neobarocken Karniesbogengiebel ersetzt wurde. Die gartenseitige, noch aus der Bauzeit stammende Fassade ist durch einen stärker ausgeprägten Mittelrisalit mit Zwerchhaus  dominiert. Die Fassade ist horizontal durch das hohe bossierte Sockelgeschoss und das Gurtgesims und liegende Gauben im Mansarddach gegliedert. Der Zustand des Baus ist heute schlecht.

## Park
Der Park ist heute nur noch in seiner Grundstruktur erkennbar. Bemerkenswert ist ein von einem Wassergraben umschlossener Hügel in der Mittelachse des Herrenhauses, welcher vermutlich als Eiskeller genutzt wurde.